# Jezioro Białe (powiat mrągowski)
Jezioro Białe – jezioro w Polsce w województwie warmińsko-mazurskim, w powiecie mrągowskim, w gminie Piecki.

## Położenie i charakterystyka
Jezioro leży na Pojezierzu Mazurskim, w mezoregionie Pojezierza Mrągowskiego, w dorzeczu Krutynia–Pisa–Narew, 12 km w kierunku południowym od Mrągowa. Ma połączenia z jeziorami: Gant od strony południowo-zachodniej oraz Dłużec od strony północnej – poprzez przepływającą Babięcką Strugę, a także z jeziorem Piłaki – poprzez strugę Piłaki. Do zbiornika wodnego uchodzi także Golanka i Krzywy Róg. Na jeziorze znajdują się pięć wysp, w tym Wyspa Owcza i Suchy Ostrówek o łącznej powierzchni 18,2 ha. Zatoka w południowej części akwenu nosi nazwę Kąt Macharski. W okolicach brzegów położone są wsie: Dłużec, Zdrojewo, Goleń oraz przysiółek Bieńki z polem biwakowym i stanicą kajakową PTTK.
Linia brzegowa rozwinięta, na jeziorze znajdują się liczne wyspy i półwyspy. Zbiornik wodny leży w otoczeniu pól i łąk, a od strony południowo-zachodniej także lasów. Brzegi wysokie i strome, bardziej łagodne i płaskie na wschodzie – w części południowej i środkowej. Stoki ławicy piaszczysto-muliste, w większości łagodne, z wyjątkiem niektórych odcinków brzegów zachodnich, które opadają bardzo stromo.
Jezioro jest częścią najpopularniejszego szlaku kajakowego na Mazurach – szlaku rzeki Krutyni, który liczy 91 km.
Zgodnie z typologią abiotyczną zbiornik wodny został sklasyfikowany jako jezioro o wysokiej zawartości wapnia, o dużym wypływie zlewni, stratyfikowane, leżące na obszarze Nizin Wschodniobałtycko-Białoruskich (6a).
Jezioro jest wykorzystywane gospodarczo przez Gospodarstwo Rybackie Mrągowo. Leży na terenie obwodu rybackiego Jeziora Białe w zlewni rzeki Pisa – nr 36. Na jego terenie obowiązuje strefa ciszy.
Przed 1950 jezioro nosiło niemiecką nazwę Weiss See.

## Morfometria
Według danych Instytutu Rybactwa Śródlądowego powierzchnia zwierciadła wody jeziora wynosi 376,2 ha. Średnia głębokość zbiornika wodnego to 7,3 m, a maksymalna – 31,0 m. Lustro wody znajduje się na wysokości 131,2 m n.p.m. Objętość jeziora wynosi 25 066,7 tys. m³. Maksymalna długość jeziora to 5020 m, a szerokość 1480 m. Długość linii brzegowej wynosi 18100 m.
Inne dane uzyskano natomiast poprzez planimetrię jeziora na mapach w skali 1:50 000 według Państwowego Układu Współrzędnych 1965, zgodnie z poziomem odniesienia Kronsztadt. Otrzymana w ten sposób powierzchnia zbiornika wodnego to 328,5 ha, a wysokość bezwzględna lustra wody – 131,2 m n.p.m.

## Przyroda
W skład pogłowia występujących ryb wchodzą m.in. szczupak, leszcz, płoć, sandacz, węgorz i lin. Roślinność przybrzeżna niezbyt rozwinięta, dominuje trzcina i oczeret jeziorny. Największe jej skupiska znajdują się na krańcach wschodnich i południowych. Wśród roślinności zanurzonej i pływającej, przeważają rdestnica, moczarka i jaskier, w zatokach występują grzybienie białe i grążel żółty.
Jezioro Białe leży na terenie zespołu przyrodniczo-krajobrazowego „Rzeka Babant i jezioro Białe” ustanowionego rozporządzeniem wojewody warmińsko-mazurskiego z dnia 9 sierpnia 2007 roku o powierzchni 12 458 ha.
Zgodnie z badaniem z 1992 roku przyznano akwenowi III klasę czystości.